# Pediasia rotundiprojecta
Pediasia rotundiprojecta is een vlinder uit de familie van de grasmotten (Crambidae). De wetenschappelijke naam van de soort is voor het eerst geldig gepubliceerd in 2011 door Wei-Chun Li & Hou-Hun Li.

## Type
- holotype: "male. 19.VIII.2003. leg. Xin-pu Wang & Hua-ijun Xue. genitalia slide LWC no. 08391"
- instituut: ICCLS, Nankai University, Tianjin, China
- typelocatie: "China, Tibet, Xizang, Bowo (Bomi), 29°53'N, 95°45'E, 2800 m"